# Полянская, Ирина Николаевна
Ирина Николаевна Полянская (22 февраля 1952, Касли, Челябинская область — 2004, Москва) — русская писательница, прозаик, редактор, корреспондент.

## Биография
Родилась в г. Касли, Челябинской области в семье репрессированного научного работника в закрытом сталинском концлагере для учёных («шарашке»), работавших над атомным проектом. После средней школы в Новокуйбышевске окончила актёрское отделение Ростовского театрального училища (училища искусств в Ростове-на-Дону) и Литературный институт имени М. Горького в Москве (семинар прозы Георгия Берёзко; семинар поэзии Евгения Винокурова). Работала концертмейстером, актрисой, санитаркой (в отделе травматологии), корреспондентом в газете, литконсультантом и редактором в журналах.

## Творчество
Дебютировала в 1982 году в журнале «Аврора» с рассказом «Как провожают пароходы». Входила в группу молодых писательниц «Новые амазонки», в конце 80-х причисленную критикой к идейно-эстетическому течению «новой женской прозы» в современной русской литературе.
Печаталась в сборниках и журналах. По собственному признанию, в перестроечные годы зарабатывала на жизнь сочинением «в команде» кинороманов по сюжетам телевизионных сериалов: американских («Династия») и мексиканских.
Также опубликовала книгу для детей «Жизнь и подвиги Жанны д’Арк», этнографическую энциклопедию «Праздники народов мира», документальное жизнеописание Светланы Аллилуевой, «Библию для детей» и книгу «Христианство». Произведения Ирины Полянской издавались в переводе в США, Франции, Германии, Индии и Японии.
Критик Алла Латынина характеризовала её так:
Ирина Полянская — замечательный, обладающий редким словесным мастерством, глубокий и сильно недооцененный писатель. Даже после публикации самобытного романа «Прохождение тени», в 1998 году попавшего в букеровский шорт-лист, масштаб ее дарования был далеко не всем ясен. Иначе невозможно понять решение жюри, которое предпочло сильному, многоплановому, мастерскому, удивительно музыкальному роману (я не тему музыки имею в виду, но музыкальность композиции, фразы, образного ряда) незамысловатую повесть Александра Морозова «Чужие письма», главным достоинством которой являлось то, что она была отвергнута в конце шестидесятых «Новым миром» Твардовского и ждала публикации чуть не тридцать лет.
В решении жюри «казаковки» в 2003 году присутствовала высшая справедливость. Премией (пусть только за рассказ) отметили мастерство этой красивой и мужественной женщины, упорно работающей, преодолевая тяжелую болезнь. .

## Семья
- Муж — писатель Владимир Кравченко.
- Дочь — Майя (род. 1984) — врач.

## Премии
- 1995 — Лауреат немецкой литературной премии «Lege Artis» (Лейпциг)
- 1997 — лауреат премии журнала «Новый мир»
- 1998 — Финалист «Русского Букера»
- 2003 — Лауреат премии имени Юрия Казакова (рассказ «Утюжок и мороженое»)

## Основные работы

### Книги прозы
- «Предлагаемые обстоятельства», первая книга повестей и рассказов, издательство «Молодая гвардия», 1988;
- «Между Бродвеем и Пятой авеню», повести и рассказы, издательство «Детская литература», 1998;
- «Прохождение тени», роман, рассказы, издательство «Вагриус», 1999;
- «Читающая вода», роман. издательство «Грантъ», 2001;
- «Горизонт событий», роман, изд-во АСТ, 2002;
- «Путь стрелы», Сборник рассказов, Издательство «МК-Периодика», 2003;
- «Читающая вода», роман, рассказы, издательство АСТ-Астрель, 2011;
- «Как трудно оторваться от зеркал...», роман, рассказы, издательство РИПОЛ классик, 2019.
- «Прохождение тени», роман, рассказы, издательство РИПОЛ классик, 2020.
- «Горизонт событий», роман, издательство РИПОЛ классик, 2021.
- «Читающая вода», роман, повести, издательство РИПОЛ классик, 2022.

### Книги «дамской» прозы
(в соавторстве с Л. Миронихиной, под псевдонимом «Анастасия Крылова»)
- «Птицы небесные»
- «Мужчина моей мечты»
- «Любовь под облаками»
- «Превратности любви»

## Отзывы
Проза Полянской… требует медленного и вдумчивого чтения. Тем, кому дорого слово, обращенное к уму и душе, тем, кто любит, точность слова, ценит музыку прозы, кого способно увлечь повествование, неторопливо разворачивающееся, но зато открывающее глубины непознанного в человеке,— тем эта книга сулит встречу с яркой писательской индивидуальностью, с именем, которое, я уверена, останется в литературе.
Алла ЛАТЫНИНА
Полянская была наделена визуально цепким зрением, не упускающим за деталями мира его общие духовные контуры. Помогала музыка — и как тема, и как мощный аналог внутренней человеческой жизни (у неё было и музыкальное образование). Поэтому в её лучших сочинениях финалы стремятся к гармоническому разрешению, к основному тональному аккорду, обогащённому предыдущим драматическим, конфликтным развитием. Отсюда ощущение света и грусти и некоей глубины текста, не сводившегося к назидательному моральному уроку, открывающего новые нравственные возможности для героев и читателей.
Евгений СИДОРОВ «Литературная газета» 2005
Проза И.Полянской соткана из мельчайших частиц бытия, насыщена движением, как солнечный луч — пылинками. И где бы вы ни попытались разъять живую материю рассказа, из нее, с несомненностью крови, брызнет жизнь — верный признак настоящего искусства.
```
Александр ИВАНЧЕНКО
 «Урал» 1990 №5
```

Ирина Полянская — прозаик от Бога, каждый ее роман в 90-е годы и в начале «нулевых» был тихой сенсацией в среде понимающих, что такое настоящая проза. «Прохождение тени», «Читающая вода», «Горизонт событий» — за пять лет всего три романа, но каких! Метафоры Полянской хотелось выписывать в записную книжку с золотым обрезом, и при этом даже Набоков не вспоминался — все у писательницы было свое, незаемное.
```
  
Александр АГЕЕВ
 «Газета»
```

Роман Ирины Полянской «Прохождение тени» насыщен тем, что мы назвали поэтической мыслью; может быть, даже перенасыщен. Любопытно отметить, что Эвтерпа в конце XX века не обходится без мысли и без специальных знаний. Полянская знает музыку, как знают ее профессионалы-музыканты, что придает дополнительный интерес повествованию.
```
  
Елена НЕВЗГЛЯДОВА
 ЭВТЕРПА С ЧЕРНОГО ХОДА «Новый мир»
```

Филигранная техника и какая-то сверхчеловеческая точность и наблюдательность в описании абсолютно чуждого большинству людей мира, мира слепых. И психологически и физиологически роман безупречен. Нигде в русской литературе и в мировой литературе мне доступной не читал ничего подобного на этом тяжёлом материале. Тяжёлом, независимо от тяжести сюжета. Великолепный новый реализм. И просто великолепная проза.
Дан ДОРФМАН США (Бостон)
Многослойный и строгий роман о музыке и четырех слепцах, о шарашке и лагерном детстве, о семейной драме и выращивании собственной личности. Изощренная симфоническая проза, изумительная по богатству гармонии".
Алла БОССАРТ «Новая газета»
Ирина Полянская легко и естественно занимает место в новейшей литературной истории. Место если не классическое, то постклассическое. И вполне заслуженное место… Ирина Полянская — один из самых удивительных прозаиков последнего десятилетия, но едва ли не главное свойство ее прозы — некая внеположенность литературным законам.
Инна БУЛКИНА «Русский Журнал»
Думаю, что краски романа «Прохождение тени» еще долго не просохнут.
Ольга СЛАВНИКОВА (Терпение бумаги) «Октябрь»
…А между тем в это время писался самый, пожалуй, музыкальный роман в русской литературе последних десятилетий. Роман, где столь органично переплелись музыка и любовь. Через полтора года мне, напрочь лишенному слуха, выпадет честь редактировать его.
Руслан КИРЕЕВ «Новый мир»
Удивительные рассказы Ирины Полянской лежали еще давно в отделе прозы «Авроры», они пошли по рукам редколлегии, их кому-то носили, в том числе и с моими вещами это произошло, с чего и началось активное подражание моему и Ириному стилю, были опубликованы рассказы не только со стилистическими заимствованиями, но и буквально с повторами — и началась у той персоны литкарьера. Очень откровенно все было уворовано, мне даже пришлось поменять первую фразу в одном рассказе. И критики это заметили.
Людмила ПЕТРУШЕВСКАЯ
Наконец-то у меня на столе появились две книги Ирины Полянской, потрясающего писателя, необыкновенно близкого; и, увы, совершенно не усвоенного не только своим временем, но и нынешним. В то время как это не просто высшего класса писатель, а писатель великий, рядом с которым современность — исчезающе мала.
Александр ИЛИЧЕВСКИЙ